# Sabulodes ornatissima
Sabulodes ornatissima är en fjärilsart som beskrevs av Thierry-mieg 1892. Sabulodes ornatissima ingår i släktet Sabulodes och familjen mätare. Inga underarter finns listade.